# Haplothrips
Haplothrips (лат.) — род трипсов из семейства Phlaeothripidae (Thysanoptera). Обитают в цветах, некоторые ведут хищный образ жизни. Включает около 250 видов.

## Распространение
Встречаются всесветно.

## Описание
Мелкие насекомые (длина около 1—2 мм) с четырьмя бахромчатыми крыльями и немного сплющенным телом. Ротовой аппарат колюще-сосущего типа. Голова различной формы, обычно немного длиннее своей ширины. Мезопрестернум поперечный, стерноплевральный шов отсутствует. Постокулярные щетинки обычно хорошо развиты. Усики 8-члениковые, III-й сегмент с 1  или 2 сенсориями, IV с 4; пронотум обычно с крупными щетинками.

## Классификация
Включает около 250 видов из подсемейства Phlaeothripinae. Это один из крупнейших родов трипсов. Род был впервые описан в 1843 году.
- Haplothrips aculeatus (Fabricius, 1803)
- Haplothrips articulosus Bagnall, 1926
- Haplothrips cerealis Priesner, 1939
- Haplothrips clarisetis Priesner, 1930
- Haplothrips distinguendus Uzel, 1895
- Haplothrips fuliginosus Schille, 1912
- Haplothrips gowdeyi (Franklin, 1908)
- Haplothrips graminis Hood, 1912
- Haplothrips halophilus Hood, 1915
- Haplothrips herajius Minaei & Aleosfoor, 2013[5]
- Haplothrips kurdjumovi (Karny, 1913)
- Haplothrips leucanthemi (Schrank, 1781)
- Haplothrips malifloris Hood, 1916
- Haplothrips minutus (Uzel, 1895)
- Haplothrips nigricornis Bagnall, 1910
- Haplothrips nubilipennis Hood, 1914
- Haplothrips preeri Hood, 1939
- Haplothrips rectipennis Hood, 1927
- Haplothrips reuteri (Karny, 1907)
- Haplothrips robustus Bagnall, 1918
- Haplothrips ruber (Moulton, 1911)
- Haplothrips setiger Priesner, 1921
- Haplothrips shacklefordi Moulton, 1927
- Haplothrips stactices (Haliday, 1836)
- Haplothrips subterraneus Crawford, 1938
- Haplothrips verbasci (Osborn, 1897)
- Haplothrips xanthocrepis Hood, 1940
- другие